# New Aberdour
New Aberdour est un village situé dans l'Aberdeenshire, en Écosse.